# مارگاریتا لوسانو
مارگاریتا لوسانو (اسپانیایی: Margarita Lozano‎؛ زادهٔ ۱۴ فوریهٔ ۱۹۳۱ – ۷ فوریهٔ ۲۰۲۲) بازیگر اهل اسپانیا بود.
از فیلم‌ها یا برنامه‌های تلویزیونی که وی در آن نقش داشت، می‌توان به به خاطر یک مشت دلار، ال‌لازاریو دی تورمس، ویریدیانا، شب سن لورنزو، صبح بخیر، بابل، خورشید در شب، خوکدانی، لوئیزا سانفلیچه، تعطیلات و ژان دو فلورت اشاره کرد.